# Альберт Кейп
Альберт Якобс Кейп (Aelbert (Aelbrecht) Jacobsz Cuyp (Cuijp); хрещений 20 жовтня 1620, Дордрехт — 15 листопада 1691, там само) — нідерландський живописець, графік і гравер епохи бароко, насамперед відомий своїми пейзажами.

## Біографія і творчість

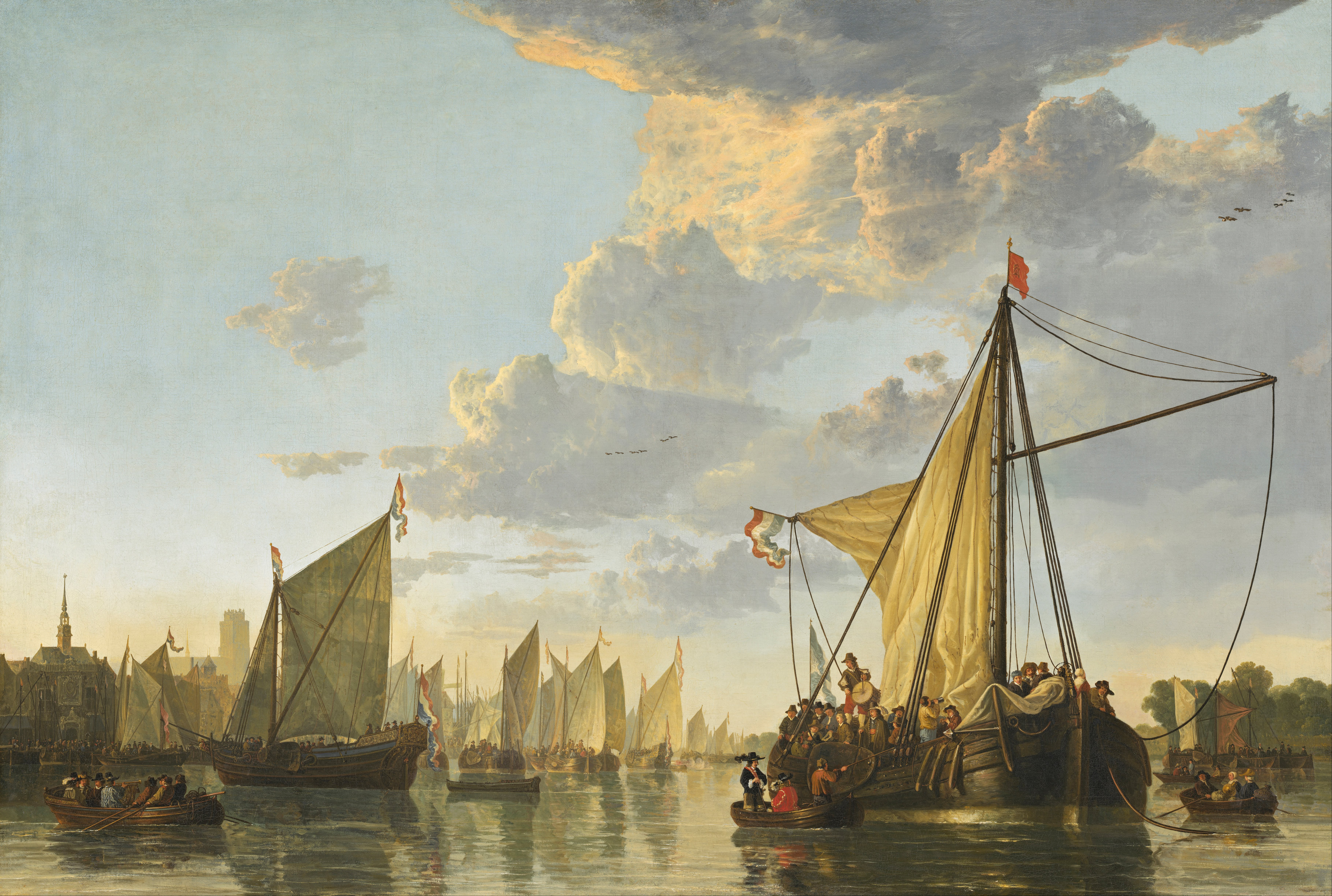
«Гавань Дордрехта»

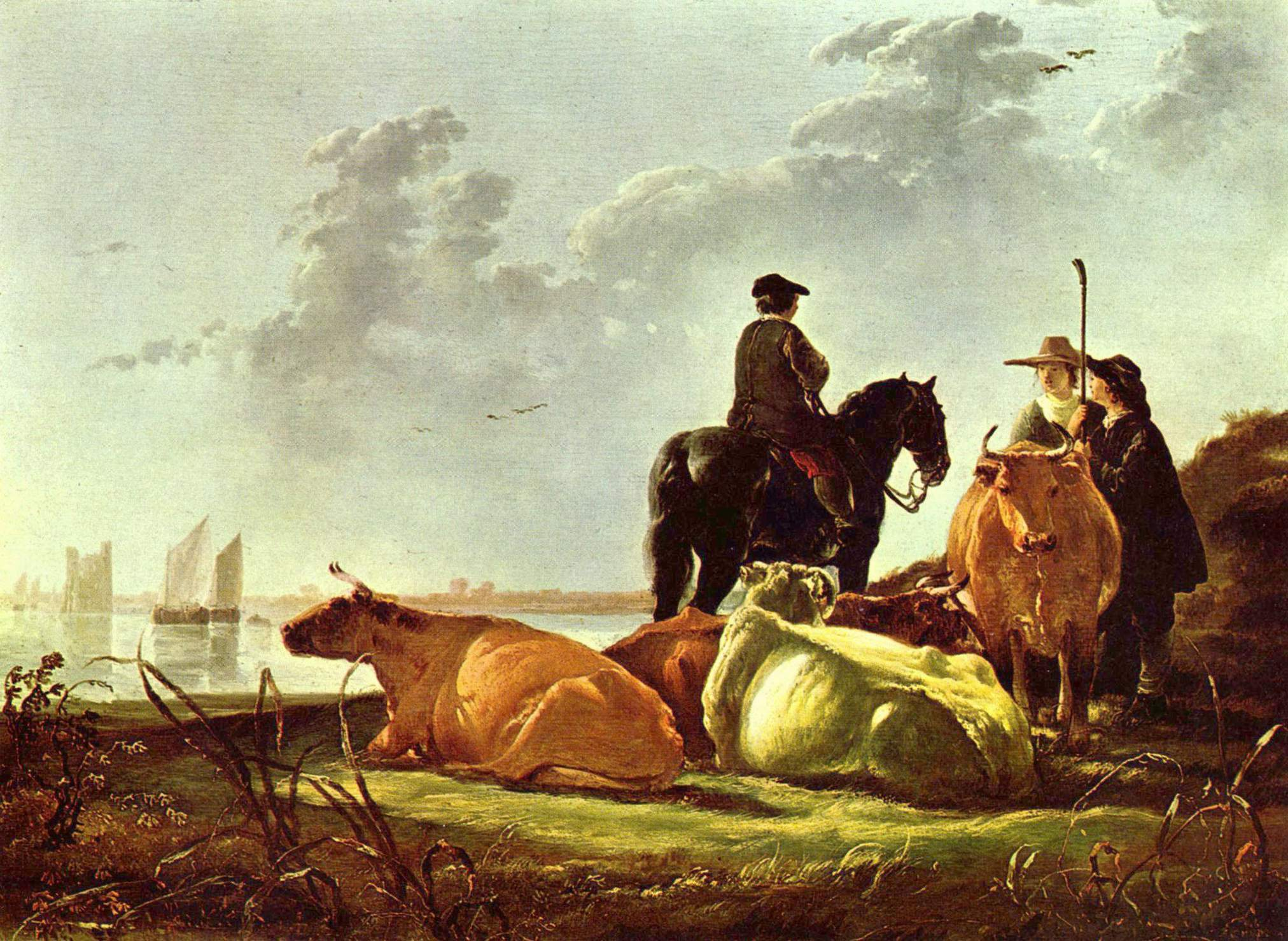
«Худоба на лузі»

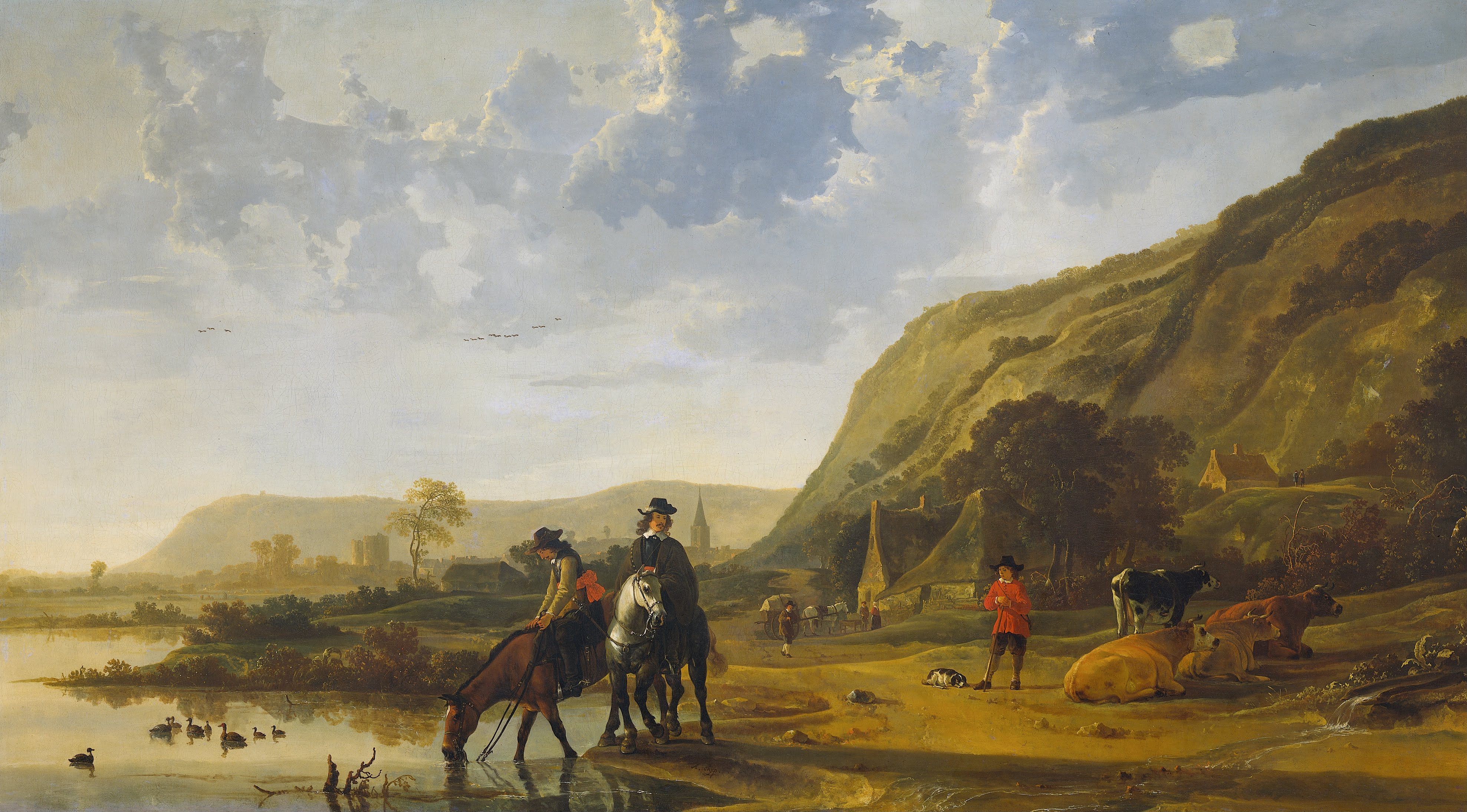
«Річковий пейзаж із вершниками», бл. 1655. Державний музей, Амстердам

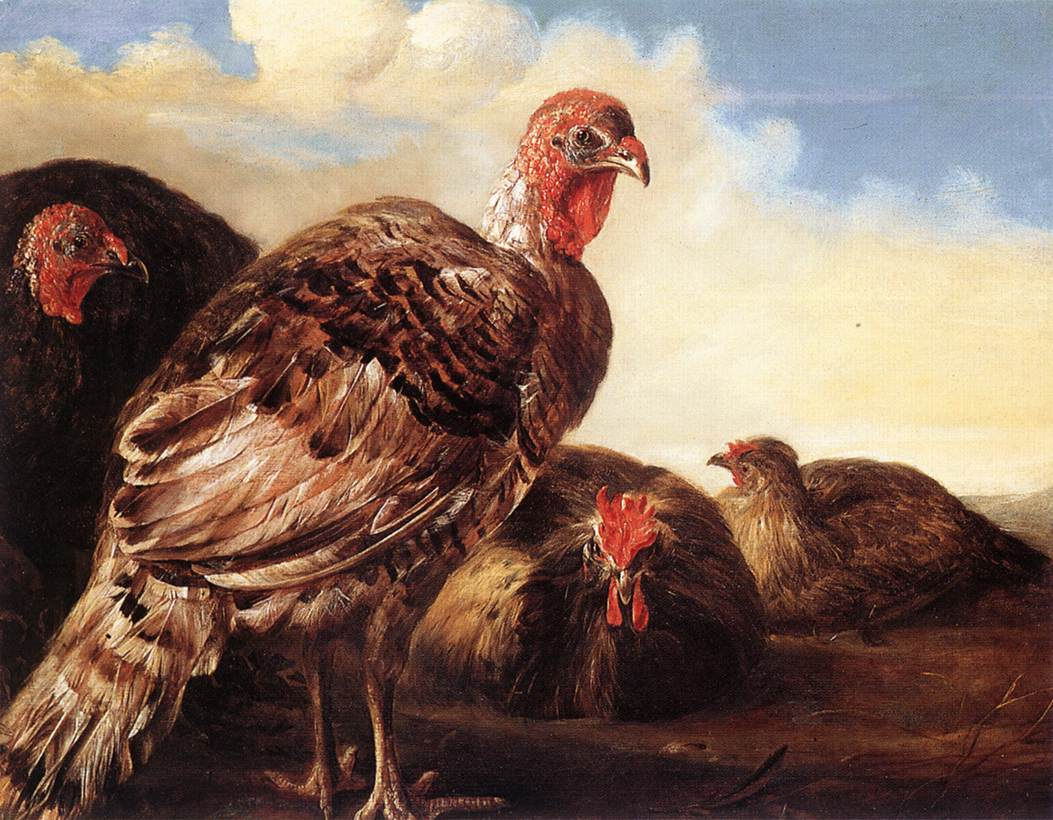
«Індики»

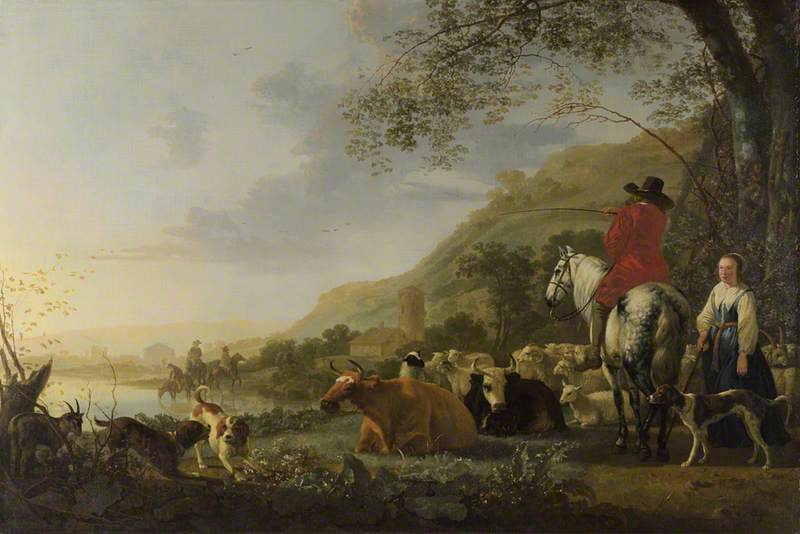
«Пейзаж із пагорбами»

Нещодавно було встановлено, що Альберт Кейп народився 1620 року, а не 1605 року, як стверджується в деяких джерелах. І дід, і дядько Альберта були художниками, що спеціалізувалися на вітражах, батько — Якоб Геррітсен Кейп — був відомим портретистом. Імовірно, саме у батька Альберт навчався живопису, а на початку 1640-х років батько і син спільно працювали над замовленнями: Якоб писав портрети, а Альберт оздоблював їх пейзажним тлом. Але до того часу Кейп-молодший вже писав і самостійні твори. Важко сказати, чи були у Альберта інші вчителі. Версія, що пейзажного живопису художник навчався у ван Гоєна, поки підтверджень не знайшла. У всякому разі, творчість останнього помітно відбилася на творах Альберта Кейпа, особливо ранніх.
Кейп проявив себе в найрізноманітніших жанрах живопису, його пензлеві належать біблійні, міфологічні та історичні полотна, натюрморти, портрети (останні свідчать про незаперечний вплив на нього Рембрандта), але славу йому принесли саме пейзажі. До початку 1640-х років, у період, який увійшов в історію мистецтва як тональний напрямок в нідерландському живописі, художник писав найчастіше картини малого формату, головна тема яких — краєвиди рідної Голландії, з фігурами і тваринами. У колірній гамі переважають охристі й зеленувато-брунатні кольори.
У середині 1640-х років дедалі виразніше стає вплив Утрехтського майстра Яна Бота. До того часу Бот повернувся з Італії, перейнявши стиль італійської школи. Деякі дослідники вважають, що Кейп побував в Утрехті й особисто спілкувався з Ботом, а через його твори опосередковано познайомився з художніми відкриттями великого французького пейзажиста Клода Лоррена. Друга половина 1640-х та 1650-і роки. — це час створення найкращих картин Кейпа. У цей період він пише безтурботні види берегів Маасу і Вааля біля Дордрехта, з човнами, що пливуть річковою гладдю, стада, що розташувалися на відпочинок на тлі надвечірнього неба, рейнські ландшафти з групами вершників або селян.
Художник прославився вмінням передавати світло і повітряне середовище туманного ранку, яскравого полудня, золотого вечора. Він із задоволенням відтворює теплоту літнього або осіннього неба, бурштиновий серпанок, що огортає навколишні пагорби, відображення в сонній воді. Сонячне світло на його полотнах розливається картиною, раз-пораз вихоплюючи якусь невелику деталь панорами. Травинка, кінська грива, ріг корови, що схилилась над струмком, капелюх селянина — все купається в жовтувато-охристому сяйві. Промені світла відбиваються і заломлюються предметами, немов гранями діаманта, і самі предмети ніби розчиняються в променях світла. Вчителем Кейпа в таких випадках була сама природа, і в зображенні світла Кейп вважається попередником Вермера. Іноді Кейп писав море, і спокійне, і бурхливе, був одним з найкращих у відображенні місячного освітлення в нічних пейзажах. Його композиції задані, як правило, з низької точки зору, що створює відчуття великого простору.
Кейп творив переважно в Дордрехті. Після смерті батька 1651 або 1652 року Альберт успадкував значні статки й увійшов до числа найшановніших городян. Він був активним членом голландської реформістської церкви і займав важливі міські й церковні посади. 1659 року він став деканом реформістської громади, в 1682 році ввійшов до складу суду.
Збереглося мало відомостей про діяльність майстерні Кейпа. Відомо, що його учнем був Барент ван Калрат, і, можливо, його брат, Абрагам ван Калрат, який настільки скрупульозно наслідував художню манеру Кейпа, що пізніше останньому приписувалося багато картин Абрагама, тим більше що ініціали в підписах на їхніх полотнах однакові — «А. К.».
Документальних свідчень про те, що Кейп кудись виїжджав з Дордрехту, немає, але судячи з місцевостей, зображених на його пейзажах, він очевидно таки подорожував Голландією, бував у верхній частині Рейну, можливо, в Вестфалії. 1658 року художник одружився з Корнелією Бошман (Boschman), багатою вдовою військового моряка Йогана ван де Корпута, що походив із відомої в місті родини. У дружини на той час вже було троє дітей, а через рік вона народила Альбертові дочку. Після одруження творча діяльність Кейпа практично зійшла нанівець — мабуть, через активну участь у церковних справах (Корнелія була дуже побожною), а можливо, через брак фінансових труднощів. Дружина померла 1689 року, і останній рік свого життя Кейп жив у своєї доньки та її чоловіка, власника броварні. Під кінець життя Кейп створював мало картин. Помер 1691 року, похований в Августинській церкві в Дордрехті.
Кейпа не надто цінували за життя, що зовсім не перешкоджало йому писати так, як він вважав за потрібне. Першими, хто у XVIII столітті відкрив всю його значущість як художника, були англійці, й не дивно, що більша частина творчої спадщини Кейпа зосереджена у Великій Британії. Захоплення Кейпом досягло таких масштабів, що незабаром в самих Нідерландах майже не залишилося якихось значних творінь художника. У нього з'явилися послідовники, такі як Абрагам ван Стрей і його брат Якоб.
Серед відомих робіт Кейпа картини «Королівське полювання», «Стадо на водопої», «Виїзд на прогулянку», «Прогулянка», «Прибуття Моріца Нассауського в Схевенінген», «Річковий пейзаж із вершниками» (1655), «Вид околиць Дордрехта», «Вечори», «Пасовище», «Від'їзд», «Повернення», «Мисливець», «Корови», «Коровниця», «Коні у стайні», «Захід сонця», «Вхід на заїжджий двір». Художник також залишив ряд гравюр і безліч малюнків — замальовок з натури, які, самі по собі будучи закінченими творами мистецтва, служили художникові в його майстерні підмогою в створенні живописних робіт.
У творчості Кейпа так повно зібрані всі сторони голландської життя, особливо сільського, що лише розмах та різноманітність його робіт викликає значний інтерес. Пейзажі, море, коні, худоба, люди різних прошарків, починаючи з багатіїв і аж до пастухів, маленькі й великі фігури, портрети, пташині двори — на все це поширювалася допитливість художника і його талант. Кейп більше, ніж будь-хто інший, вжив свій дар, щоб розширити поле спостережень над своєю країною, розширюючи тим самим і межі її мистецтва. Але при цьому вмінні чудово писати у всіх жанрах Кейп сам не створив ані нового жанру, ні нового мистецтва. З його ім'ям не пов'язана та особлива манера бачити, відчувати або писати, як то є у випадку з Рембрандтом, Паулюсом Поттером або Рейсдалем. Незважаючи на таке застереження, він займає дуже високе місце в списку своїх сучасників.